# Rozalin Penčev
Rozalin Penčev (in bulgaro Розалин Пенчев?; Plovdiv, 11 dicembre 1994) è un pallavolista bulgaro.
Gioca nel ruolo di schiacciatore nel Belogor'e.

## Biografia
Figlio dell'ex pallavolista Zarko Penčev, ha due fratelli maggiori, Čavdar, che ha tuttavia scelto di giocare a calcio, e Nikolaj, anch'egli pallavolista professionista, così come suo fratello gemello Čono.

## Carriera

### Club
La carriera di Rozalin Penčev inizia a livello giovanile nella formazione del Viktorija Plovdiv. Esordisce da professionista nella Superliga bulgara nel campionato 2013-14, trasferendosi all'estero già nel campionato seguente, quando approda in Polonia per difendere i colori dell'Effector Kielce.
Dopo aver giocato nella Voleybol 1. Ligi turca col Tokat nella stagione 2015-16, approda nella Serie A1 Italiana per la stagione successiva, vestendo la maglia della Top Volley Latina. Nel campionato 2017-18 gioca nella Liga Argentina de Voleibol col Bolívar, venendo premiato come miglior schiacciatore del torneo, mentre nel campionato seguente si trasferisce in Brasile, dove difende i colori del Sesc, in Superliga Série A.
Rientra in Europa nella stagione 2019-20, ingaggiato dai russi del Belogor'e, in Superliga.

### Nazionale
Dopo aver giocato senza grandi risultati per le selezioni giovanili bulgare, nell'estate del 2015 esordisce in nazionale maggiore, vincendo la medaglia d'argento ai I Giochi europei.

## Palmarès

### Nazionale (competizioni minori)
- Giochi europei 2015
- Memorial Hubert Wagner 2016

### Premi individuali
- 2018 - Liga Argentina de Voleibol: Miglior schiacciatore